# الدرجات التسعة والثلاثون (فلم)
الدرجات التسعة والثلاثون (بالإنجليزية: The 39 Steps) فيلم بريطاني من إخراج ألفريد هيتشكوك، وبطولة روبرت دونات ومادلين كارول.
وهو مقتبس من رواية بنفس الاسم للكاتب جون بوشان.

## روابط خارجية
- مقالات تستعمل روابط فنية بلا صلة مع ويكي بيانات